# Lista över tyska slagkryssare

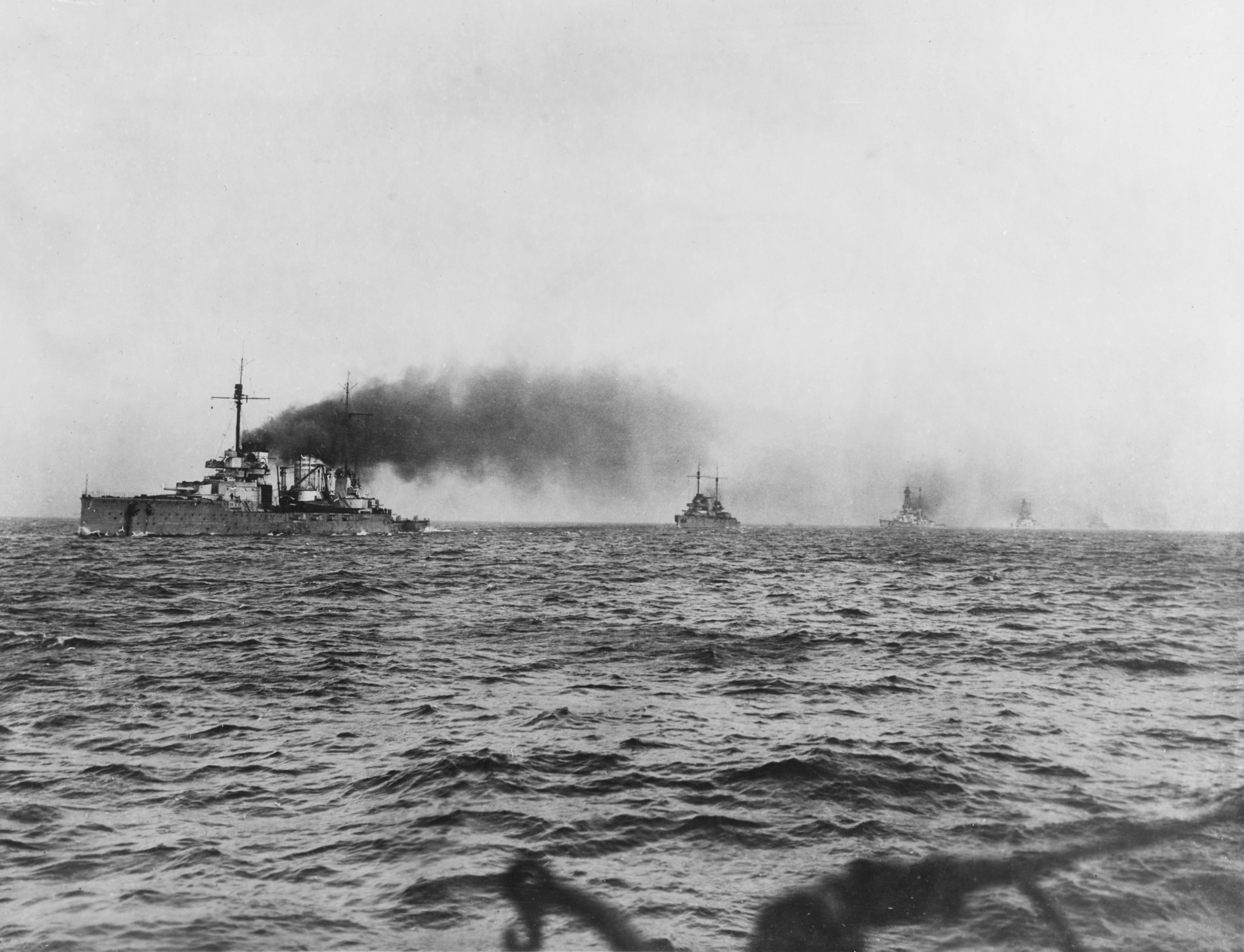
Slagkryssare ur högsjöflottan med SMS Seydlitz i spetsen på väg till internering i Scapa Flow 1918 efter nederlaget i Första världskriget.

Följande lista över tyska slagkryssare innehåller samtliga av de slagkryssare som tillhörde tyska Kejserliga marinen mellan 1910 och 1919.

## Fartygen

### Von der Tann-klass
- SMS Von der Tann

### Moltke-klass
- SMS Moltke
- SMS Goeben

### Seydlitz-klass
- SMS Seydlitz

### Derfflinger-klass
- SMS Derfflinger
- SMS Lützow
- SMS Hindenburg